# Узун-Булак
Узун-Булак (кирг. Узун-Булак) — село в Кочкорском районе Нарынской области Кыргызстана. Входит в состав Чолпонского айылного аймака.

## География
Село расположено в северо-восточной части области, к югу от реки Кочкор, на расстоянии приблизительно 39 километров (по прямой) к западо-юго-западу от села Кочкорки, административного центра района. Абсолютная высота — 2291 метр над уровнем моря.

## Население
Согласно оценочным данным Национального статистического комитета Кыргызской Республики, численность населения села на начало 2023 года составляла 144 человек.
| год     | 2020 | 2021 | 2023 |
| ------- | ---- | ---- | ---- |
| человек | 141  | 135  | 144  |